# 孙梦昕
孙梦昕（1993年4月8日—），山东淄博人，中国篮球运动员，场上位置是前锋，曾随中国国家队参加2016年夏季奥运会女子篮球比赛，最终获得第十名。